# Haldenstein
Haldenstein (rm. Lantsch sut) – dzielnica miasta Chur w Szwajcarii, w kantonie Gryzonia, w regionie Plessur. Do 31 grudnia 2020 gmina. Leży nad Renem.

## Osoby

### związane z dzielnicą
- Peter Zumthor, architekt pochodzący z Bazylei, posiada tutaj biuro